# Finley Stadium
Finley Stadium é um estádio localizado em Chattanooga, Tennessee, Estados Unidos, possui capacidade total para 20.668 pessoas, é a casa do time de futebol americano universitário Chattanooga Mocs football da Universidade do Tennessee em Chattanooga. O estádio foi inaugurado em 1997.